# Collebrincioni
Collebrincioni è una frazione della città dell'Aquila, ubicato ad un'altitudine di circa 1 125 metri, sotto il massiccio del Gran Sasso, a circa 5 km dal capoluogo.

## Storia
Nell'alto Medioevo è da registrare l'esistenza del primo nucleo del paese di Collebrincioni, grazie all'esistenza della Pieve di S. Silvestro appartenente alla diocesi di Forcona. Il primo insediamento costruttivo si pensa fosse situato nella conca della Retonna ai piedi del Monte Verdone, un'altura a sud-est dell'odierno abitato, dove sono stati trovati resti di un centro fortificato con intorno una serie sparsa di casette ormai ridotte a cumuli di pietre.
Verso la metà del Duecento, Federico II di Svevia con un diploma proclama la fondazione di una nuova città a difesa dei confini settentrionali del Regno di Sicilia: L'Aquila. Situata tra Amiterno e Forcona, la città sorse riunendo tutti gli abitanti dei Castelli e paesi della Valle dell'Aterno, i quali erano circa 100. Ad ogni borgo del contado veniva assegnato in proporzione alla propria ricchezza e al numero degli abitanti, un lotto da edificare entro le mura della città. Anche gli abitanti di Collebrincioni, sotto la spinta dei Branconio edificarono, nel lotto assegnato loro, delle case, una piazza, la chiesa di San Silvestro (patrono del paese), il palazzo signorile dei Branconio e la porta nelle mura che univa alla campagna.
Collebrincioni è stato il possedimento della ricca famiglia dei Branconio, da cui va preso parte del nome del paese. Nel 1703 si verificò un catastrofico terremoto che distrusse L'Aquila e rase completamente al suolo l'originario abitato situato nella piana della Retonna. Successivamente al terremoto si decise di ricostruire il nuovo paese in una zona diversa, non molto lontana dall'antico borgo. Il paese fu collocato tra due alture vicine, con in mezzo un avvallamento dove fu eretta la nuova chiesa con la piazza, e lungo i pendii dei due colli nacque il nuovo paese come possiamo vedere oggi.

## Geografia fisica
Collebrincioni si colloca tra il paese di Aragno verso est, l'attuale periferia dell'Aquila (San Giacomo, Sant'Onofrio) a sud, la Valle di San Giuliano ad ovest, fino alla Valle del Vasto a nord e i territori delle frazioni di San Vittorino e Arischia a nord-ovest.
Da nordovest proviene l'allineamento che culmina con la cima della Stabbiàta (1650 m), la più alta del territorio, che continua ad innalzarsi con i cocuzzoli sopra le vène egliu tùrcu, per abbassarsi al valico (1413 m) attraverso il quale si transita verso la Valle del Vasto. Dal monte Castellànu (1314 m), oltre il valico a 1259 m attraverso il quale si accede al Piànu egliu Mónde, la cresta continua verso ovest con la Sèrra (1294 m), per poi aprirsi verso Arischia. Da qui si staccano due crinali, quello più ad ovest, la montagna di Màcchja Molìna, fa da spartiacque fra la valle di San Giuliano e la vallata di Collebrincioni, mentre quello più ad est, pioù articolato, separa le acque del bacino del Raiale.

## Luoghi di interesse

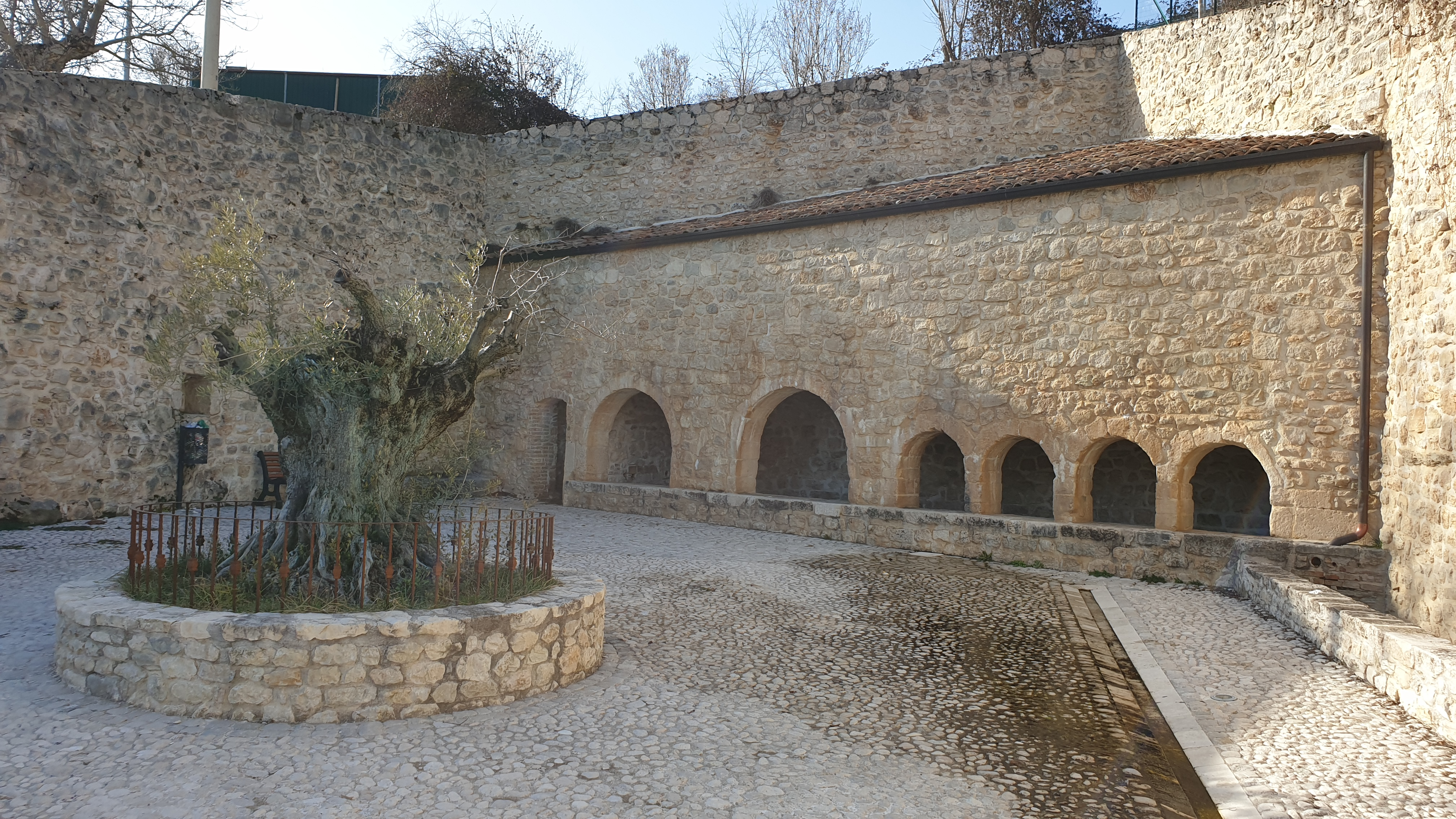
Fonte Vecchia

Molto interessante da vedere è la Fonte Vecchia, una delle prime costruzioni del paese. Da qualche anno è stata restaurata e riportata alle sue sembianze originali; inoltre, la sorgente della sua acqua si trova a qualche metro di distanza dalla fonte, capace di fornire acqua fresca e limpida tutto l'anno. Entrati nel centro storico del paese ci si trova subito nella piazza centrale, dove c'è la chiesa di San Silvestro, che dà anche il nome alla piazza, costruita nella ricollocazione del paese dopo il terremoto dell'Aquila del 1703 che quasi distrusse quella originale, oggi completamente inaccessibile.
A causa del terremoto del 6 aprile 2009 verificatosi a L'Aquila, anche la nuova chiesa è inagibile. È stata temporaneamente rimpiazzata con una moderna costruzione in legno.
Ottimo per chi adora andare in bici o fare passeggiate, è il sentiero che risale da San Giuliano passa per la chiesa della Madonna Fòre e risale fino al paese. Si possono seguire due percorsi per entrare nel territorio del Parco Nazionale: uno attraversando il centro abitato, un altro tagliando direttamente per i campi di Macchia Mulino ammirando un paesaggio completamente naturale e immerso nel silenzio.

### Circolo ARCI Collebrincioni
Il circolo ricreativo è il luogo di incontro degli abitanti del paese. È dotato di un bar, un campo da calcetto sintetico, campo da bocce, giochi per bambini, locale polivalente coperto. Amato dagli abitanti di Collebrincioni che con il loro continuo e costante contributo lo mantengono vivo da 40 anni.

## Iniziative del paese

### Amministrazione separata dei beni usi civici di Collebrincioni
Gli usi civici fanno in modo che i diritti vengano amministrati non completamente dal comune, ma da comunità originarie più piccole, cioè le frazioni, come Collebrincioni. I beni del paese sono quindi amministrati separatamente dal comune. Le opere degli Usi Civici sono molte, e sono destinate a migliorare e a modernizzare il paese; opere di restaurazione e di costruzione.

### Festa in onore di S. Antonio Da Padova
È la tradizione più importante del paese di Collebrincioni. Ogni anno, l'ultima settimana di giugno, viene organizzata una festa di tre o quattro giorni in onore del Santo. In questi giorni tutti gli abitanti, e non, si trovano riuniti nella piazza principale per assistere a spettacoli di vario genere. La domenica, ultimo giorno di festa, si esce dalla chiesa con la statua del Santo in una processione per tutte le vie del paese.
La festa viene organizzata da un comitato di ragazzi ogni anno differente, ed a contribuire alla realizzazione di questa sono gli abitanti del paese con offerte libere autorizzate dalla Parrocchia.

### Festa della trebbiatura
Da pochi anni, con l'associazione "come una volta grano antico", si rievoca la trebbiatura con trattori e trebbia d'epoca in collaborazione con il vicino paese di Aragno. Un gruppo di amici di entrambe le frazioni organizza la festa della trebbiatura nella vallata tra i due paesi.